# Primetime Emmy Awards 2020
Primetime Emmy Awards 2020 hyldede det bedste i amerikansk primetime-tv sendt fra 1. juni 2019 til 31. maj 2020, og valgt af Academy of Television Arts & Sciences.
Prisuddelingen skulle oprindeligt have været holdt i Microsoft Theater i Los Angeles, men på grund af Coronaviruspandemien blev det i stedet afholdt i Staples Center, hvor vinderne gav deres takketaler fra deres eget hjem eller andre steder. Uddelingen blev holdt den 20. september 2020 og blev sendt i USA på ABC. Uddelingens vært var Jimmy Kimmel.
De nominerede blev offentliggjort 28. juli 2020 af Laverne Cox, Josh Gad, Leslie Jones og Tatiana Maslany. Flest nomineringer fik tv-serien Watchmen med 11, efterfulgt af Succession med 10 og Ozark med 9.

## Vindere og nominerede
Vindere står øverst og er skrevet i fed.

### Programmer
| Bedste komedieserie | Bedste dramaserie |
| --- | --- |
| - Schitt's Creek (Pop TV) - Curb Your Enthusiasm (HBO) - Dead to Me (Netflix) - The Good Place (NBC) - Insecure (HBO) - The Kominsky Method (Netflix) - The Marvelous Mrs. Maisel (Prime Video) - What We Do in the Shadows (FX) | - Succession (HBO) - Better Call Saul (AMC) - The Crown (Netflix) - The Handmaid's Tale (Hulu) - Killing Eve (BBC America) - The Mandalorian (Disney+) - Ozark (Netflix) - Stranger Things (Netflix)       |
| Bedste miniserie | Bedste talkshow |
| - Watchmen (HBO) - Little Fires Everywhere (Hulu) - Mrs. America (FX) - Unbelievable (Netflix) - Unorthodox (Netflix) | - Last Week Tonight with John Oliver (HBO) - The Daily Show with Trevor Noah (Comedy Central) - Full Frontal with Samantha Bee (TBS) - Jimmy Kimmel Live! (ABC) - The Late Show with Stephen Colbert (CBS) |
| bedste konkurrenceprogram | |
| - RuPauls Drag Race (VH1) - The Masked Singer (Fox) - Nailed It! (Netflix) - Top Chef (Bravo) - The Voice (NBC) | |

### Skuespil

#### Hovedroller
| Bedste mandlige hovedrolle i en komedieserie | Bedste kvindelige hovedrolle i en komedieserie |
| --- | --- |
| - Eugene Levy som Johnny Rose i Schitt's Creek (Episode: "The Pitch") (Pop TV) - Anthony Anderson som Andre "Dre" Johnson, Sr., i Black-ish (Episode: "Love, Boat") (ABC) - Don Cheadle som Maurice "Mo" Monroe on Black Monday (Episode: "Who Are You Supposed to Be?") (Showtime) - Ted Danson som Michael i The Good Place (Episode: "Whenever You're Ready") (NBC) - Michael Douglas som Sandy Kominsky i The Kominsky Method (Episode: "Chapter 12: A Libido Sits in the Fridge") (Netflix) - Ramy Youssef som Ramy Hassan on Ramy (Episode: "You Are Naked in Front of Your Sheikh") (Hulu) | - Catherine O'Hara som Moira Rose i Schitt's Creek (Episode: "The Incident") (Pop TV) - Christina Applegate som Jen Harding i Dead to Me (Episode: "It's Not You, It's Me") (Netflix) - Rachel Brosnahan som Miriam "Midge" Maisel i The Marvelous Mrs. Maisel (Episode: "A Jewish Girl Walks Into the Apollo...") (Prime Video) - Linda Cardellini som Judy Hale i Dead to Me (Episode: "If Only You Knew") (Netflix) - Issa Rae som Issa Dee i Insecure (Episode: "Lowkey Happy") (HBO) - Tracee Ellis Ross som Dr. Rainbow "Bow" Johnson i Black-ish (Episode: "Kid Life Crisis") (ABC)    |
| Bedste mandlige hovedrolle i en dramaserie | Bedste kvindelige hovedrolle i en dramaserie |
| - Jeremy Strong som Kendall Roy i Succession (Episode: "This Is Not for Tears") (HBO) - Jason Bateman som Martin "Marty" Byrde i Ozark (Episode: "Su Casa Es Mi Casa") (Netflix) - Sterling K. Brown as Randall Pearson on This Is Us (Episode: "After the Fire") (NBC) - Steve Carell som Mitch Kessler i The Morning Show (Episode: "Lonely at the Top") (Apple TV+) - Brian Cox som Logan Roy i Succession (Episode: "Hunting") (HBO) - Billy Porter som Pray Tell i Pose (Episode: "Love's in Need of Love Today") (FX)                                                                       | - Zendaya som Rue Bennett i Euphoria (Episode: "Made You Look") (HBO) - Jennifer Aniston som Alex Levy on The Morning Show (Episode: "In the Dark Night of the Soul It's Always 3:30 in the Morning") (Apple TV+) - Olivia Colman som Queen Elizabeth II i The Crown (Episode: "Cri de Coeur") (Netflix) - Jodie Comer som Oksana Astankova / Villanelle i Killing Eve (Episode: "Are You from Pinner?") (BBC America) - Laura Linney som Wendy Byrde i Ozark (Episode: "Fire Pink") (Netflix) - Sandra Oh som Eve Polastri i Killing Eve (Episode: "Are You Leading or Am I?") (BBC America) |
| Bedste mandlige hovedrolle i en miniserie eller film | Bedste kvindelige hovedrolle i en miniserie eller film |
| - Mark Ruffalo som Dominick og Thomas Birdsey i I Know This Much Is True (HBO) - Jeremy Irons som Adrian Veidt i Watchmen (HBO) - Hugh Jackman som Dr. Frank Tassone on Bad Education (HBO) - Paul Mescal som Connell Waldron i Normal People (Hulu) - Jeremy Pope som Archie Coleman i Hollywood (Netflix) | - Regina King som Angela Abar / Sister Night i Watchmen (HBO) - Cate Blanchett som Phyllis Schlafly i Mrs. America (FX) - Shira Haas som Esther "Esty" Shapiro i Unorthodox (Netflix) - Octavia Spencer som Madam C. J. Walker i Self Made (Netflix) - Kerry Washington som Mia Warren i Little Fires Everywhere (Hulu) |

#### Biroller
| Bedste mandlige birolle i en komedieserie | Bedste kvindelige birolle i en komedieserie |
| --- | --- |
| - Dan Levy som David Rose i Schitt's Creek (Episode: "Happy Ending") (Pop TV) - Mahershala Ali som Sheikh Ali Malik on Ramy (Episode: "Little Omar") (Hulu) - Alan Arkin som Norman Newlander i The Kominsky Method (Episode: "Chapter 14: A Secret Leaks, a Teacher Speaks") (Netflix) - Andre Braugher som Captain Ray Holt i Brooklyn Nine-Nine (Episode: "Ransom") (NBC) - Sterling K. Brown som Reggie i The Marvelous Mrs. Maisel (Episode: "Panty Pose") (Prime Video) - William Jackson Harper som Chidi Anagonye i The Good Place (Episode: "Whenever You're Ready") (NBC) - Tony Shalhoub som Abe Weissman i The Marvelous Mrs. Maisel (Episode: "Marvelous Radio") (Prime Video) - Kenan Thompson som forskellige karakterer i Saturday Night Live (Episode: "Saturday Night Live at Home) (NBC) | - Annie Murphy som Alexis Rose i Schitt's Creek (Episode: "The Presidential Suite") (Pop TV) - Alex Borstein som Susie Myerson i The Marvelous Mrs. Maisel (Episode: "Marvelous Radio") (Prime Video) - D'Arcy Carden som Janet i The Good Place (Episode: "You've Changed, Man") (NBC) - Betty Gilpin som Debbie "Liberty Bell" Eagan i GLOW (Episode: "A Very GLOW Christmas") (Netflix) - Marin Hinkle som Rose Weissman i The Marvelous Mrs. Maisel (Episode: "A Jewish Girl Walks Into the Apollo...") (Prime Video) - Kate McKinnon som forskellige karakterer i Saturday Night Live (Episode: "Host: Daniel Craig") (NBC) - Yvonne Orji som Molly Carter i Insecure (Episode: "Lowkey Lost") (HBO) - Cecily Strong som forskellige karakterer i Saturday Night Live (Episode: "Host: Eddie Murphy") (NBC) |
| Bedste mandlige birolle i en dramaserie | Bedste kvindelige birolle i en dramaserie |
| - Billy Crudup som Cory Ellison i The Morning Show (Episode: "Chaos Is the New Cocaine") (Apple TV+) - Nicholas Braun som Greg Hirsch i Succession (Episode: "This Is Not for Tears") (HBO) - Kieran Culkin som Roman Roy i Succession (Episode: "Tern Haven") (HBO) - Mark Duplass som Charlie "Chip" Black i The Morning Show (Episode: "The Interview") (Apple TV+) - Giancarlo Esposito som Gus Fring i Better Call Saul (Episode: "JMM") (AMC) - Matthew Macfadyen som Tom Wambsgans i Succession (Episode: "This Is Not for Tears") (HBO) - Bradley Whitford som Commander Joseph Lawrence i The Handmaid's Tale (Episode: "Sacrifice") (Hulu) - Jeffrey Wright som Bernard Lowe on Westworld (Episode: "Crisis Theory") (HBO)                                                                        | - Julia Garner som Ruth Langmore i Ozark (Episode: "In Case of Emergency") (Netflix) - Helena Bonham Carter som Princess Margaret i The Crown (Episode: "Cri de Coeur") (Netflix) - Laura Dern som Renata Klein i Big Little Lies (Episode: "Tell-Tale Hearts") (HBO) - Thandie Newton som Maeve Millay i Westworld (Episode: "The Winter Line") (HBO) - Fiona Shaw som Carolyn Martens i Killing Eve (Episode: "Management Sucks") (BBC America) - Sarah Snook som Siobhan "Shiv" Roy i Succession (Episode: "The Summer Palace") (HBO) - Meryl Streep som Mary Louise Wright i Big Little Lies (Episode: "I Want to Know") (HBO) - Samira Wiley som Moira Strand i The Handmaid's Tale (Episode: "Sacrifice") (Hulu)                                                                                           |
| Bedste mandlige birolle i en miniserie eller film | Bedste kvindelige birolle i en miniserie eller film |
| - Yahya Abdul-Mateen II som Calvin "Cal" Abar i Watchmen (Episode: "A God Walks into Abar") (HBO) - Jovan Adepo som Young Will Reeves i Watchmen (Episode: "This Extraordinary Being") (HBO) - Tituss Burgess som Titus Andromedon i Unbreakable Kimmy Schmidt: Kimmy vs the Reverend (Netflix) - Louis Gossett Jr., som Will Reeves i Watchmen (Episode: "See How They Fly") (HBO) - Dylan McDermott som Ernest "Ernie" West i Hollywood (Episode: "Meg") (Netflix) - Jim Parsons som Henry Willson i Hollywood (Episode: "Outlaws") (Netflix) | - Uzo Aduba som Shirley Chisholm i Mrs. America (Episode: "Shirley") (FX) - Toni Collette som Det. Grace Rasmussen i Unbelievable (Episode: "Episode 6") (Netflix) - Margo Martindale som Bella Abzug i Mrs. America (Episode: "Bella") (FX) - Jean Smart som Laurie Blake i Watchmen (Episode: "She Was Killed by Space Junk") (HBO) - Holland Taylor som Ellen Kincaid i Hollywood (Episode: "Jump") (Netflix) - Tracey Ullman som Betty Friedan i Mrs. America (Episode: "Betty") (FX) |

### Instruktør
| Bedste instruktion af en komedieserie | Bedste instruktion af en dramaserie |
| --- | --- |
| - Schitt's Creek (Episode: "Happy Ending"), instrueret af Andrew Cividino og Dan Levy (Pop TV) - The Great (Episode: "The Great"), instrueret af Matt Shakman (Hulu) - The Marvelous Mrs. Maisel (Episode: "It's Comedy or Cabbage"), instrueret af Amy Sherman-Palladino (Prime Video) - The Marvelous Mrs. Maisel (Episode: "Marvelous Radio"), instrueret af Daniel Palladino (Prime Video) - Modern Family (Episode: "Finale, Part 2"), instrueret af Gail Mancuso (ABC) - Ramy (Episode: "Miakhalifa.mov"), instrueret af Ramy Youssef (Hulu) - Will & Grace (Episode: "We Love Lucy"), instrueret af James Burrows (NBC) | - Succession (Episode: "Hunting"), instrueret af Andrij Parekh (HBO) - The Crown (Episode: "Aberfan"), instrueret af Benjamin Caron (Netflix) - The Crown (Episode: "Cri de Coeur"), instrueret af Jessica Hobbs (Netflix) - Homeland (Episode: "Prisoners of War"), instrueret af Lesli Linka Glatter (Showtime) - The Morning Show (Episode: "The Interview"), instrueret af Mimi Leder (Apple TV+) - Ozark (Episode: "Fire Pink"), instrueret af Alik Sakharov (Netflix) - Ozark (Episode: "Su Casa Es Mi Casa"), instrueret af Ben Semanoff (Netflix) - Succession (Episode: "This Is Not for Tears"), instrueret af Mark Mylod (HBO) |
| Bedste instruktion af en miniserie eller film | |
| - Unorthodox, instrueret af Maria Schrader (Netflix) - Little Fires Everywhere (Episode: "Find a Way"), instrueret af Lynn Shelton (Hulu) - Normal People (Episode: "Episode 5"), instrueret af Lenny Abrahamson (Hulu) - Watchmen (Episode: "It's Summer and We're Running Out of Ice"), instrueret af Nicole Kassell (HBO) - Watchmen (Episode: "Little Fear of Lightning"), instrueret af Steph Green (HBO) - Watchmen (Episode: "This Extraordinary Being"), instrueret af Stephen Williams (HBO) | |

### Skrivning
| Bedste manuskript til en komediefilm | Bedste manuskript til en dramaserie |
| --- | --- |
| - Schitt's Creek (Episode: "Happy Ending"), skrevet af Dan Levy (Pop TV) - The Good Place (Episode: "Whenever You're Ready"), skrevet af Michael Schur (NBC) - The Great (Episode: "The Great"), skrevet af Tony McNamara (Hulu) - Schitt's Creek (Episode: "The Presidential Suite"), skrevet af David West Read (Pop TV) - What We Do in the Shadows (Episode: "Collaboration"), skrevet af Sam Johnson og Chris Marcil (FX) - What We Do in the Shadows (Episode: "Ghosts"), skrevet af Paul Simms (FX) - What We Do in the Shadows (Episode: "On the Run"), skrevet af Stefani Robinson (FX) | - Succession (Episode: "This Is Not for Tears"), skrevet af Jesse Armstrong (HBO) - Better Call Saul (Episode: "Bad Choice Road"), skrevet af Thomas Schnauz (AMC) - Better Call Saul (Episode: "Bagman"), skrevet af Gordon Smith (AMC) - The Crown (Episode: "Aberfan"), skrevet af Peter Morgan (Netflix) - Ozark (Episode: "All In"), skrevet af Chris Mundy (Netflix) - Ozark (Episode: "Boss Fight"), skrevet af John Shiban (Netflix) - Ozark (Episode: "Fire Pink"), skrevet af Miki Johnson (Netflix) |
| Bedste manuskript til en miniserie eller film | |
| - Watchmen (Episode: "This Extraordinary Being"), skrevet af Damon Lindelof og Cord Jefferson (HBO) - Mrs. America (Episode: "Shirley"), skrevet af Tanya Barfield (FX) - Normal People (Episode: "Episode 3"), skrevet af Sally Rooney og Alice Birch (Hulu) - Unbelievable (Episode: "Episode 1"), skrevet af Susannah Grant, Michael Chabon og Ayelet Waldman (Netflix) - Unorthodox (Episode: "Part 1"), skrevet af Anna Winger (Netflix) | |